# Société belge de psychologie analytique
La Société belge de psychologie analytique (SBPA C.G. Jung) est une association belge de psychologie analytique, dite aussi analyse jungienne ou encore psychologie des profondeurs, mouvement et théorie fondés par le psychiatre Carl Gustav Jung (1875 - 1961). 
Son siège social est à Bruxelles. Elle est agréée par l'AIPA (Association internationale de psychologie analytique) depuis 1975.